# Josef Freinademetz
Ujöp Freinademetz noto anche come Giuseppe o Josef Freinademetz (Oies, 15 aprile 1852 – Taikia, 28 gennaio 1908) è stato un presbitero e missionario austriaco, membro della Società del Verbo Divino, fu missionario in Cina. È venerato come santo dalla Chiesa cattolica.

## Biografia

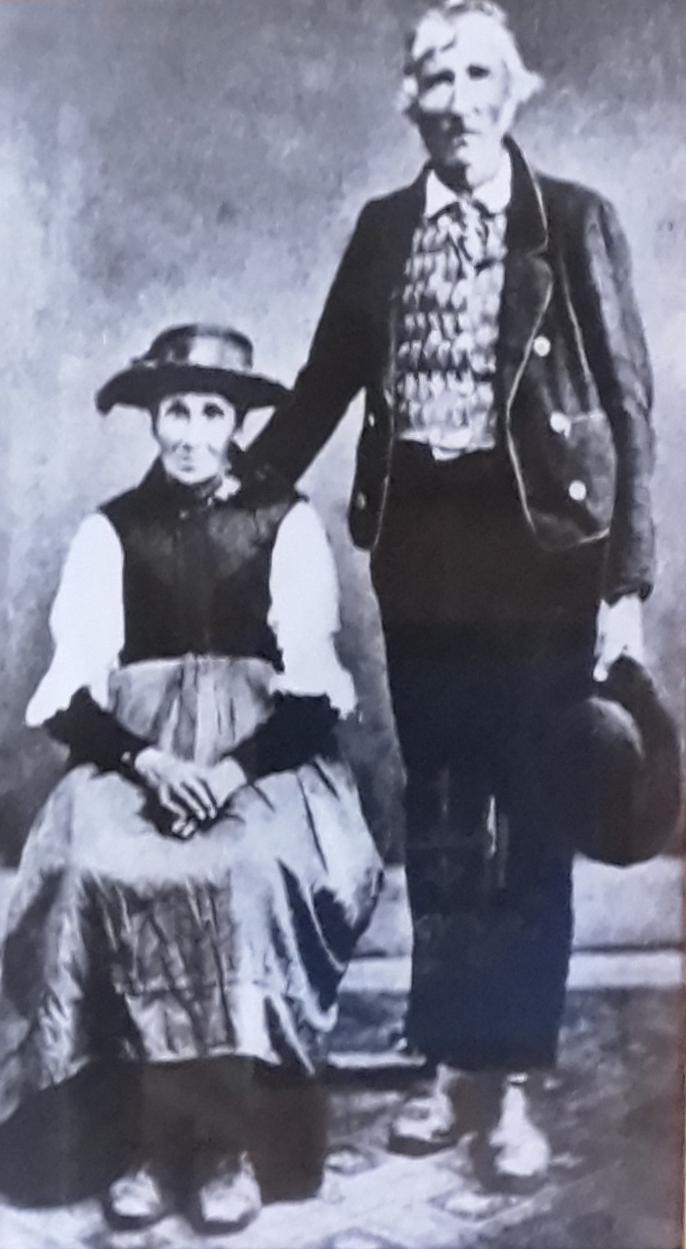
La famiglia di Ujöp, il padre Giovanmattia e la madre Anamaria Sottvalgiarei

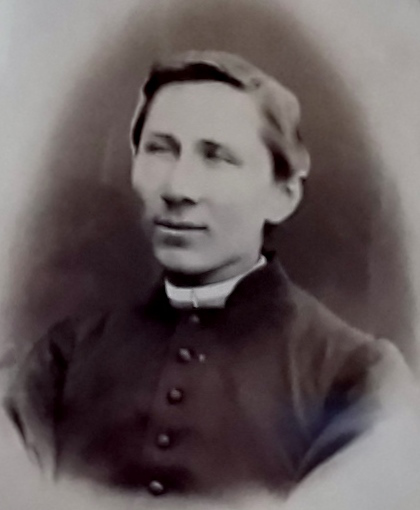
Ujöp Freinademetz alla fine del 1878 a Steyl

Nacque ad Oies, piccolo insediamento della Val Badia, dove fu battezzato con il nome di Ujöp (ovvero Giuseppe in lingua ladina), in una famiglia ladina povera e molto religiosa. Ricevette la cresima nel 1854 e tra il 1858 e il 1862 frequentò la scuola elementare ladina a Badia e tra il 1862 e il 1864 la scuola elementare tedesca a Bressanone. Tra il 1864 e il 1872 frequentò il ginnasio presso gli agostiniani dell'abbazia di Novacella, abitando al Cassianeum presso la struttura del Seminario Minore di Bressanone.
Freinademetz studiò teologia presso il Seminario maggiore di Bressanone; fu ordinato sacerdote il 25 luglio 1875 e celebrò la sua prima Messa il 25 agosto; gli fu poi subito affidata, come cooperatore, la comunità di San Martino in Badia, nella sua terra d'origine. Durante gli studi e la sua permanenza a San Martino, dove insegnò anche nella scuola elementare, Freinademetz maturò la scelta di diventare missionario.
Con l'assenso del vescovo e della famiglia, nell'agosto 1878 si trasferì a Steyl, nei Paesi Bassi presso la sede centrale della Società del Verbo Divino, fondata pochi anni prima da Arnold Janssen.
Il 2 marzo 1879, dopo aver ricevuto il congedo da Badia e da Steyl, Giuseppe ricevette la croce missionaria a Roma da papa Leone XIII e, insieme a padre Giovanni Battista Anzer, partì alla volta della Cina. Dopo un viaggio di ben 5 settimane, arrivarono ad Hong Kong il 20 aprile 1879, dove prepararono la loro missione per i successivi due anni. La missione riguardava la zona di Shantung del Sud, una provincia cinese con oltre 12 milioni di abitanti ed appena un centinaio di fedeli battezzati. Qui giunsero il 15 luglio 1881 e nel febbraio 1882 conseguì il passaporto missionario francese.

## Attività missionaria

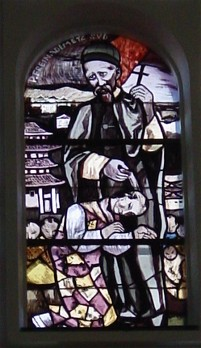
Finestra di Martin Häusle nella chiesa parrocchiale di Liesing

Appena incominciò a vedere i primi frutti del suo lavoro, il vescovo lo chiamò per trasferirlo e farlo ricominciare da capo in un altro luogo. Si trattava di Puoli, nello Shanlung meridionale.
Affrontò difficoltà di ogni tipo: la lingua, la differenza di cultura, la povertà e la scarsità di mezzi, la diffidenza dei cinesi verso il "diavolo straniero", l'incomprensione e la derisione per i suoi modi semplici e ingenui. Durante la sua missione, Freinademetz divenne vicario tra il 1884 e il giugno 1886 e il 15 agosto 1886 prese i voti perpetui da parte della Società del Verbo Divino (SVD).
Josef iniziò a formare dei laici cinesi che potessero aiutarlo nel ruolo di catechisti. Scrisse anche un libro di catechismo in cinese. Iniziò a formare sacerdoti cinesi e chiese per loro la parità con i sacerdoti occidentali.
I "suoi" cinesi, non riuscendo a pronunciare il nome originale, lo chiamavano padre Fu Shenfu, cioè sacerdote, padre della fortuna. Tra l'agosto 1882 e il 1900 fu il provicario dello Shanlung meridionale e nel 1890 conseguì anche il passaporto missionario tedesco. Dopo essere stato amministratore del Vicariato Apostolico (1897-1898), divenne anche superiore provinciale della SVD.
Nel 1898 si ammalò alla laringe, oltre ad un principio di tisi, malattie che lo costrinsero ad un periodo di riposo forzato in Giappone. Successivamente tornò nuovamente in Cina, ma non con la salute di prima.
Durante la ribellione dei Boxer (1899-1901) restò presso la sua missione, rifiutando di mettersi in salvo in luoghi controllati dagli eserciti occidentali. Fu nuovamente nominato tra il 1900 e il 1908 provicario dello Shanlung meridionale e nuovamente amministratore del Vicariato Apostolico tra il 1899-1900 e il 1904-1908.
Nel 1907, in concomitanza con un viaggio del vescovo in Europa, durante la quale Josef aveva assunto l'amministrazione della diocesi, scoppiò un'epidemia di tifo, di cui anch'egli si ammalò.
Morì il 28 gennaio 1908, a Taika, attuale Dai Jia Zuang, chiedendo di essere seppellito in terra cinese con i cinesi.
Durante la "rivoluzione culturale" di Mao la sua lapide venne rimossa e distrutta, ma ora è stata ricomposta e ricollocata al suo posto, dove è ancora oggetto di devozione.

## Il culto
Tra il 1936 e il 1938 iniziò il processo informativo diocesano per la beatificazione a Yenchowfu (in Cina) e a Bressanone; ne conseguì il 22 giugno 1951 l'inizio del processo apostolico. Il 16 marzo 1970 venne dichiarato venerabile per l'eroicità delle sue virtù. 
L'8 agosto 1974 papa Paolo VI firmò il decreto di beatificazione e lo proclamò beato nel 1975. Solamente il 16 febbraio 1987 vi fu la presentazione di una guarigione, da parte di una giovane giapponese, in vista della canonizzazione.
Il 20 dicembre papa Giovanni Paolo II firmò il decreto della canonizzazione e, dopo aver fissato il 7 marzo 2003 la data di canonizzazione, il 5 ottobre 2003 padre Josef Freinademetz fu proclamato santo.

## Santuario

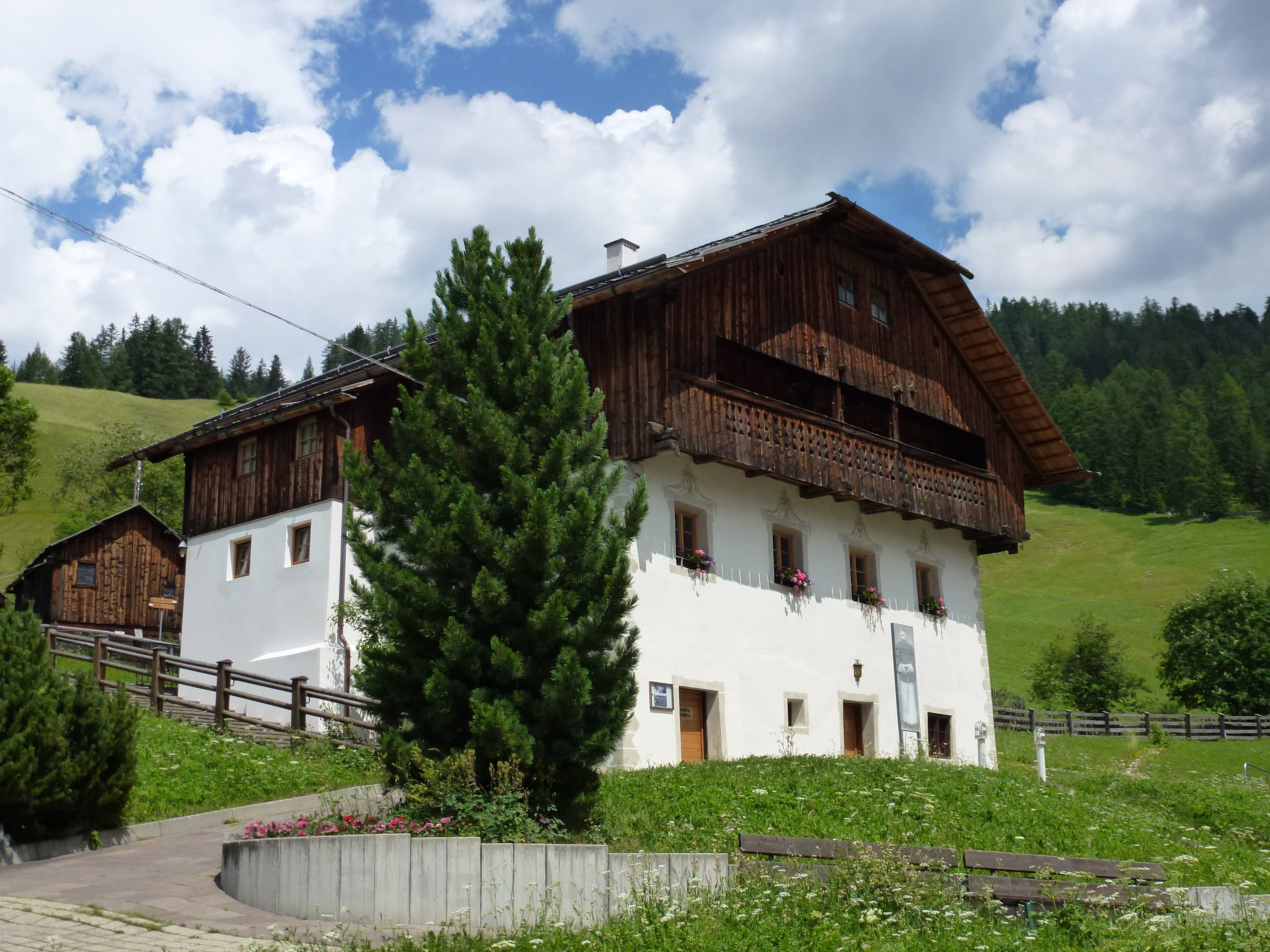
La casa natale del santo

Nel 1995 accanto alla casa natale in val Badia è stata edificata una chiesetta dedicata al santo.
La sua casa natale di Oies oggi è diventata una meta per molti pellegrini ed ospita diverse reliquie, indumenti della sua Cina e alcune sue lettere. Al piano inferiore si trova invece una cappella, nella quale quotidianamente si celebra la Messa. Il 5 agosto 2008 papa Benedetto XVI si è recato da Bressanone a Oies in pellegrinaggio, da dove ha lanciato un messaggio di apertura al Vangelo alla Cina.
A Millan, presso Bressanone, gli è stata dedicata la nuova chiesa parrocchiale. Nel duomo di Bressanone è stata affissa una lapide raffigurante il Santo in abiti cinesi con il Vangelo e la croce in mano. In molte altre chiese dell'Alto Adige sono state poste statue che lo raffigurano.

## Pubblicazioni
- Joseph Freinademetz, Sanctissimum Novae Legis Sacrificium, 1. ed., Verl. der kath. Mission, Yenchowfu (China) 1915, VII + 161 pp. 2. ed. Typographia Apostolica Domus Missionum ad S. Michaelem: Steyl 1948, VIII + 141 pp.
- Jakob Reuter, Die Predigten von Joseph Freinademetz vor seiner Ausreise nach China, Apud Collegium Verbi Divini: Romae 1970, 84 pp.
- Josef Freinademetz SVD, Berichte aus der China-Mission, (ordensintern als Analecta SVD 27, 1973) Apud Collegium Verbi Divini, Romae 1974, 171 pp.
- José Freinademetz, Relatos de la mision en China, Editorial Verbo Divino, Estella (Navarra) 1976, 219 pp., ISBN 84-7151-199-1.
- Joseph Freinademetz, Über den Geist der Societas Verbi Divini, (Analecta SVD 40) Romae 1977, 91 pp.
- Joseph Freinademetz, The Most Holy Sacrifice of the New Covenant, translated by Stan Plutz SVD, Tagaytay/Philippines 1980, 2. ed. 1986, 146 pp.
- Josef Freinademetz, Briefe an die Heimat, Sekretariat Josef Freinademetz: Abtei (BZ) 2009, 199 pp.

## Note

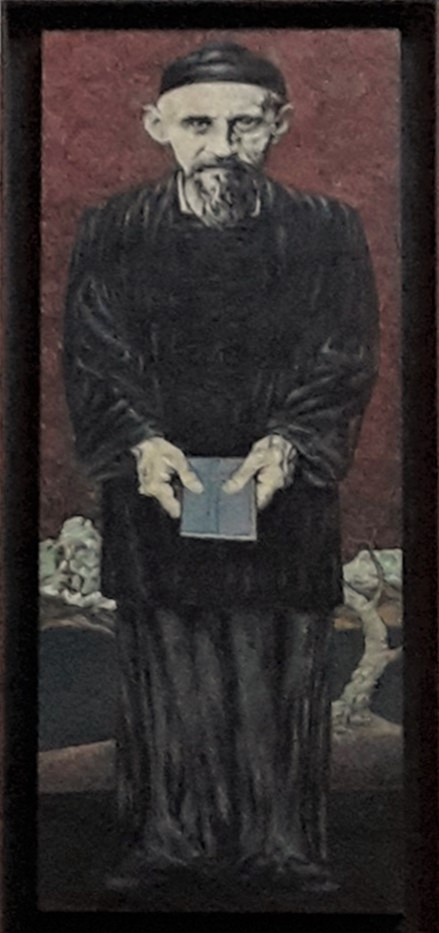
Una rappresentazione di Freinademetz presso la chiesa di Millan